# Jamato (Saga)
Jamato (japonsky: 大和町; Jamato-čó) bylo město v okrese Saga v prefektuře Saga na japonském ostrově Kjúšú.
K 30. červnu 2005 mělo město 22 583 obyvatel. Celková rozloha města byla 55,42 km².
Město bylo původně založeno sloučením tří vesnic do větší vesnice Jamato (大和村, Jamato-mura) 16. dubna 1955. Na město (町, čó) bylo povýšeno 1. ledna 1959. Dne 1. října 2005 bylo město Jamato připojeno k městu Saga.